# Дармштадтські курси нової музики

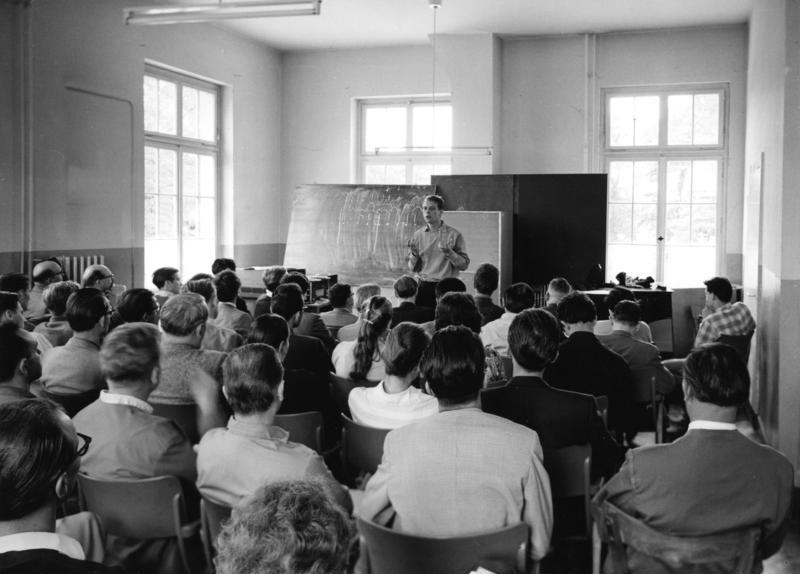
Карлхайнц Штокхаузен веде семінар (1957)

Міжнародні літні курси нової музики, Дармштадт (нім. Internationale Ferienkurse für Neue Musik, Darmstadt) — цикл семінарів для композиторів і виконавців, а також серія концертів, що проходять з 1946 року в Дармштадті (спочатку щорічно, з 1970 р. раз на два роки). Являють собою найважливіший освітній і інформаційний центр в області авангардних музичних практик.
Центральними фігурами раннього етапу в розвитку курсів були молоді композитори-авангардисти П'єр Булез, Бруно Мадерна, Карлгайнц Штокгаузен, Луїджі Ноно, Лучано Беріо, Анрі Пуссер. Після 1970 року коло учасників курсів розширилося, як викладачі запрошувалися такі композитори як Мауріціо Кагель, Браян Фернехоу, Вольфганг Рім, Люк Феррарі і інші композитори.